# 司馬門
司馬門是戰國至漢朝時的人們對皇宮、王宮、軍營、皇陵等地外門的統稱，由於這些外門都有司馬（軍官）駐守，所以得名司馬門。楊鴻年認為，司馬門是皇帝出入皇宮的專用門，漢朝時大臣出入皇宮不能走司馬門，大臣如果騎馬入宮時來到司馬門前必須下馬，之後必須從司馬門旁邊的掖門進出皇宮。